# Pic kisuki
Yungipicus kizuki
Espèce
Statut de conservation UICN

 LC  : Préoccupation mineure
Le Pic kisuki (Yungipicus kizuki) est une espèce d'oiseaux de la famille des Picidae.
Son nom a été forgé par Coenraad Jacob Temminck en 1835 à partir de kizuki = kituki (ki- 'bois' -tutuki 'picorer').

## Répartition et sous-espèces
Son aire s'étend du golfe de Bohai à l'île de Sakhaline et l'archipel Nansei.
Selon la classification de référence du Congrès ornithologique international (15.1, 2025) il se répartit en dix sous-espèces :
- D. k. permutatus (Meise, 1934) — Manchourie et nord de la Corée ;
- D. k. seebohmi (Hargitt, 1884) — Sakhaline, sud des Kouriles et Hokkaido ;
- D. k. nippon (Kuroda, 1922) — Chine, sud de la Corée et Honshu ;
- D. k. shikokuensis (Kuroda, 1922) — sud-ouest de Honshu et Shikoku ;
- D. k. kizuki (Temminck, 1836) — Kyushu ;
- D. k. matsudairai (Kuroda, 1921) — Yaku-shima et archipel d'Izu ;
- D. k. kotataki (Kuroda, 1922) — Tsu-shima et îles Oki ;
- D. k. amamii (Kuroda, 1922) — Amami Oshima ;
- D. k. nigrescens (Seebohm, 1887) — Okinawa ;
- D. k. orii (Kuroda, 1923) — Iriomote.